# Хегра (Норвегия)
Хегра (норв. Hegra) — деревня в коммуне Схьёрдал губернии (фюльке) Нур-Трёнделаг в центральной части Норвегии. 

## География и история
Деревня Хегра находится в долине Схьёрдален, приблизительно в 10 километрах восточнее города Схьёрдалхалзен, вдоль реки Схьёрдалсельва. Местечко площадью в 100 акров является известным местом для любительской рыбной ловли. 
Деревня лежит на железнодорожной линии  Meråker Line и обладает собственной железнодорожной станцией. Южнее местной церкви через Хегру проходит европейская автотрасса E14. В Хегре также есть свои супермаркет, автозаправочная станция, школа, детский сад и отделение одного из местных банков. Хегра является одним из центров развития коневодства в Норвегии (Dole Gudbrandsdal).
В период с 1874 и по 1962 год Хегра была административным центром коммуны с одноимённым названием, которая позднее была упразднена. 
Из местных достопримечательностей следует назвать наскальные рисунки, относящиеся к доисторическим временам и и старую крепость Хегра, служившую в прошлом также и местом заключения (Ingstadkleven Fort). В 1940 году, во время вторжения в Норвегию немецко-фашистских войск с 10 апреля и по 5 мая крепость выдержала осаду противника и не сдавалась вплоть до капитуляции остальных подразделений норвежской армии в центральной и южной частях страны.

## Персоналии
- Ида Базилиер-Магельссен (1846–1928) - оперная певица
- Андреас Флейшнер (1878–1957) - епископ Церкви Норвегии.

## Галерея

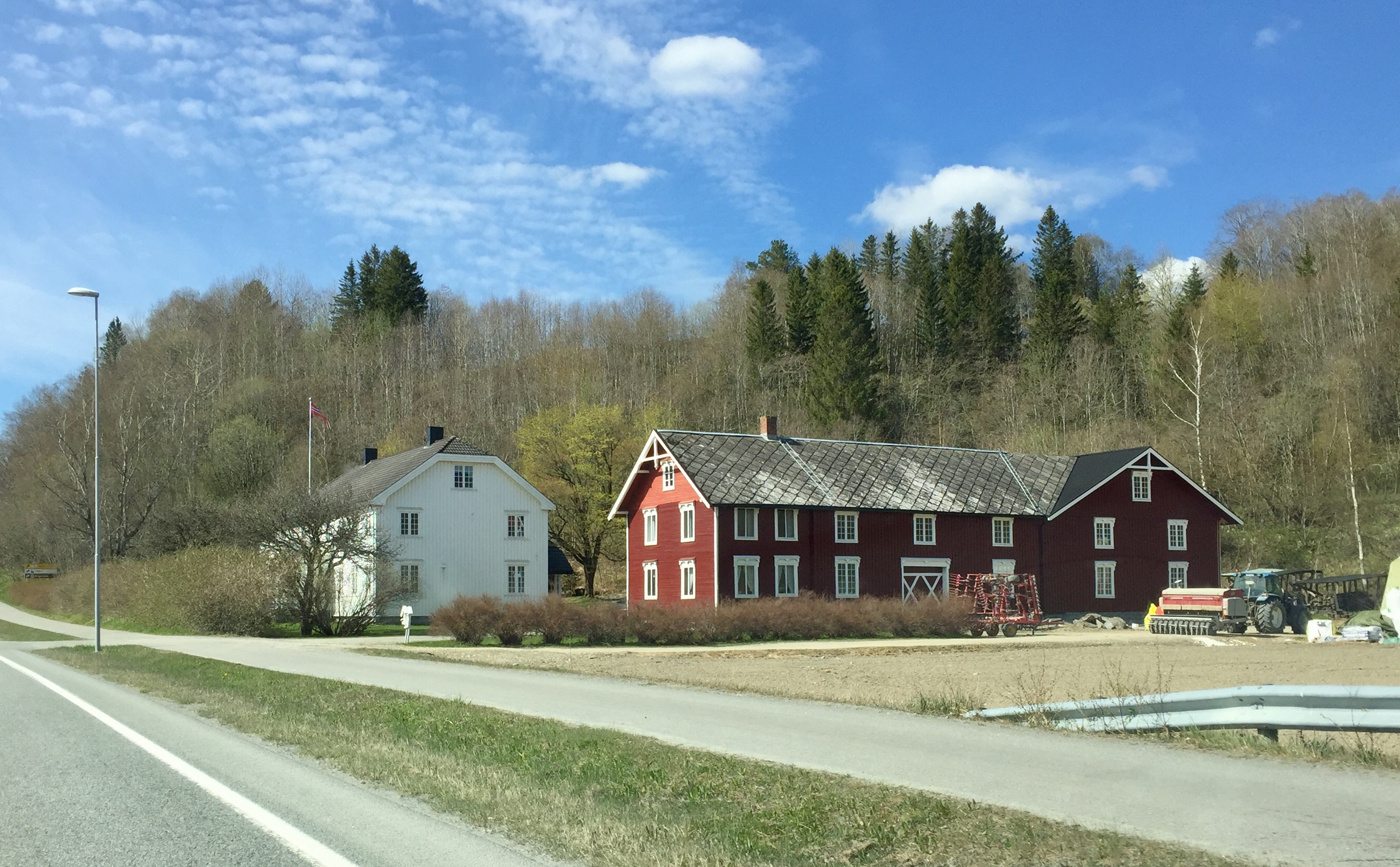
Жилые дома в Хегре
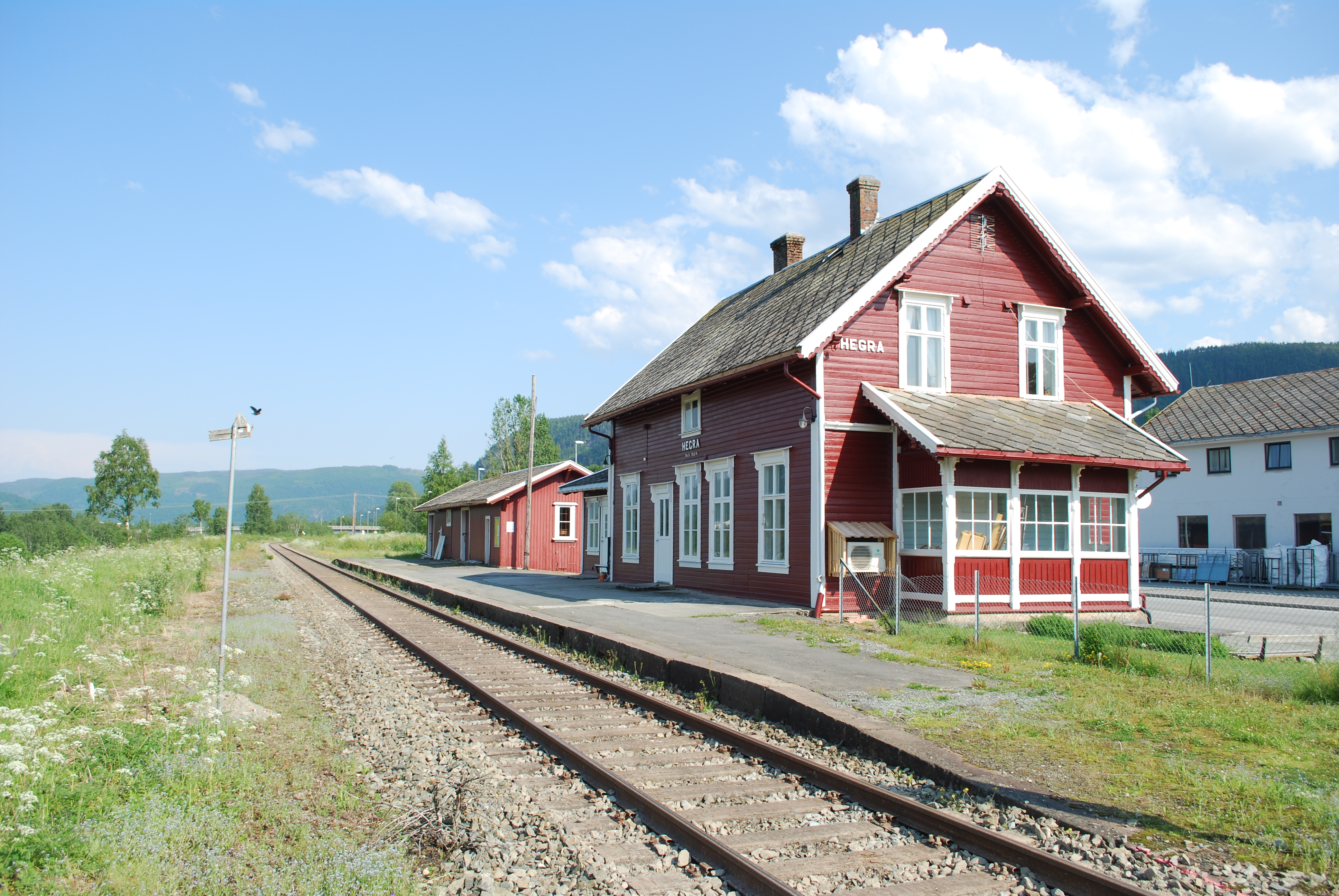
Железнодорожная станция Хегра
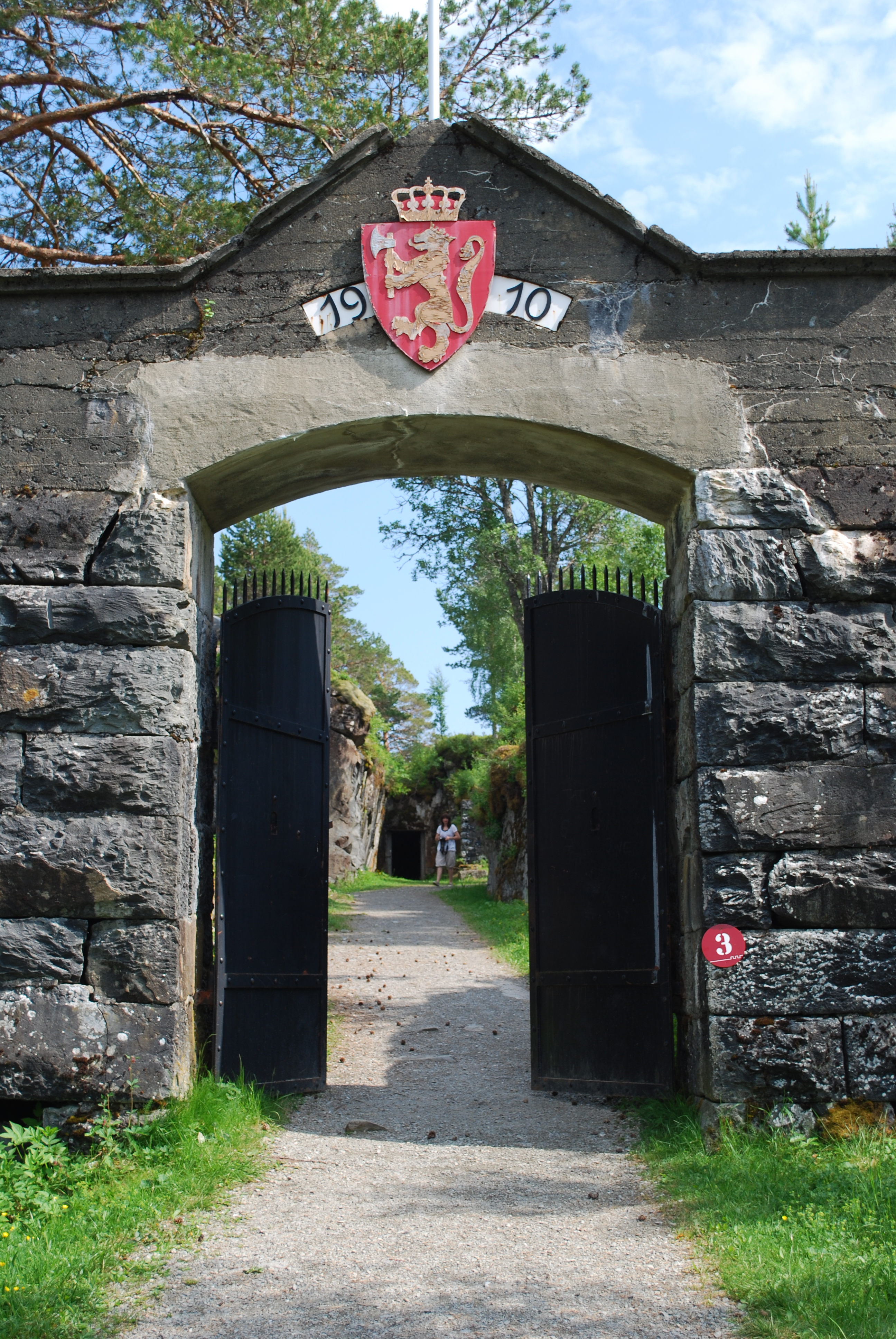
Вход в крепость Хегра
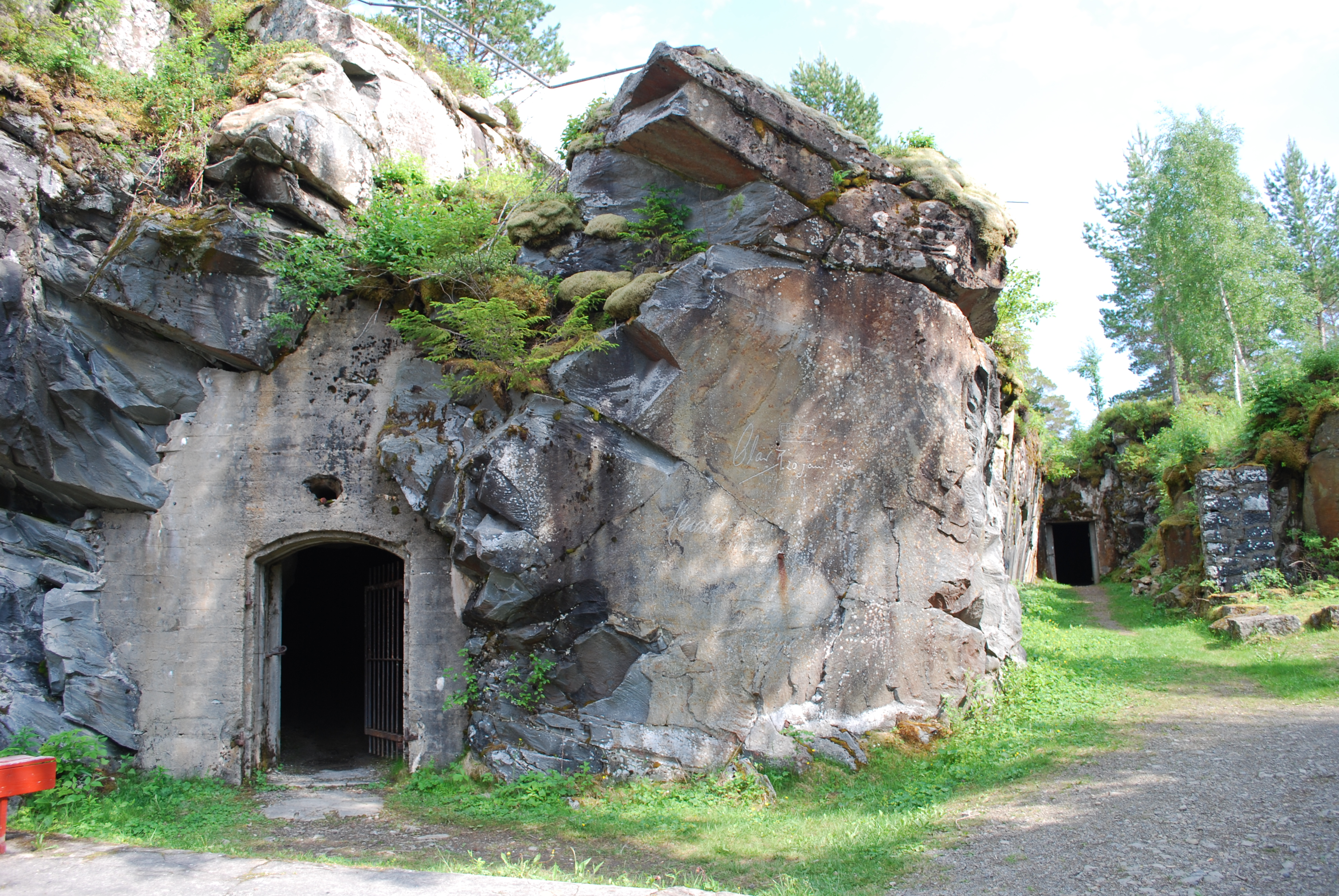
Подвергшееся обстрелам немецкой армии во время боёв 1940 года одно из укреплений крепости
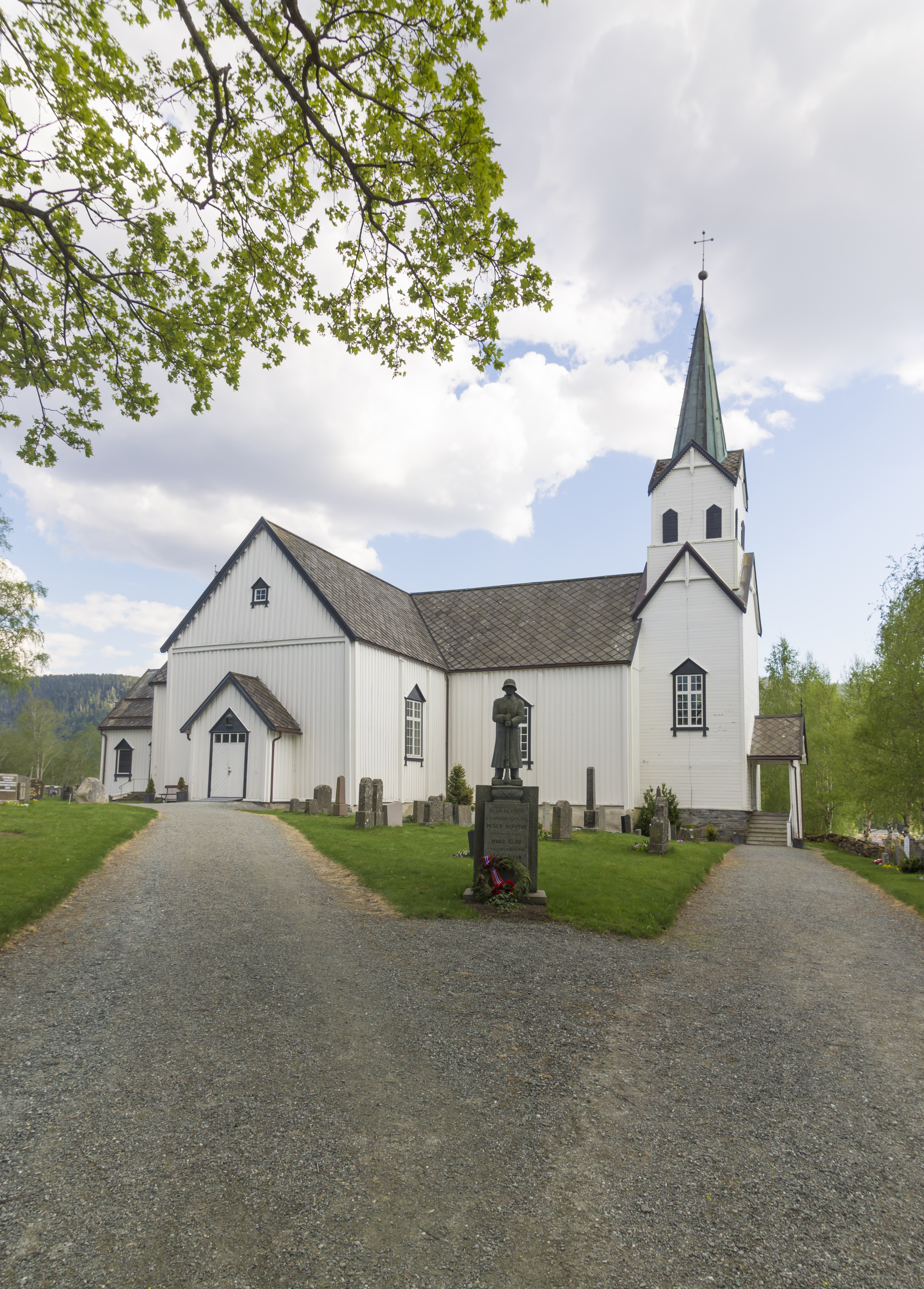
Евангелическая церковь в Хегре